# Kaministiquia River
Der Kaministiquia River ist ein Fluss in der kanadischen Provinz Ontario.

## Flusslauf
Er hat seinen Ursprung im Dog Lake, einem 55 km² großen See 40 km nordwestlich der Stadt Thunder Bay, dessen Abfluss reguliert wird. Hauptzufluss des Dog Lake stellt der Dog River dar.
Die ersten Kilometer legt der Kaministiquia River im Silver Falls Provincial Park zurück.
Er fließt in südlicher Richtung durch den Little Dog Lake.
Bei Kaministiquia nimmt der Kaministiquia River den rechten Nebenfluss Matawin River auf.
Weiter südlich, etwa 30 km westlich von Thunder Bay, passiert er die 40 m hohen Kakabeka-Falls-Wasserfälle.
Er wendet sich danach nach Osten, nimmt den  Whitefish River auf, fließt etwa 30 km weiter in östlicher Richtung und mündet südlich von Thunder Bay in den Oberen See.
Der Name des Flusses ist aus der Sprache der Ojibwe-Indianer abgeleitet und bedeutet „mit Inseln“, was sich auf die zwei großen Inseln bezieht, die sich in der Mündung des Flusses befinden. Die Bewohner dieses Gebietes nennen den Fluss auch kurz Kam. Das Mündungsgebiet bildet ein großes Flussdelta, das sich in drei Flussarme aufteilt. Der südliche trägt den Namen Mission River, der mittlere Arm McKellar River und der nördliche nur Kaministiquia. Diese Flussarme wurden im frühen 20. Jahrhundert ausgebaut, um die Schifffahrt auf dem Fluss zu ermöglichen.

## Geschichte
Ähnlich wie der Pigeon River spielte auch der Kaministiquia eine große Rolle in der Erschließung des westlichen Kanada. Während der französischen Herrschaft wurden im Jahre 1679 und 1717 jeweils Handelsposten gegründet, die den Pelzhandel ermöglichen sollten. Noch der kanadische Maler Paul Kane, der in der ersten Hälfte des 19. Jahrhunderts den kanadischen Westen bereiste, um das Leben der Indianer in seinen Skizzen festzuhalten, nutzte diesen Fluss für seine Expeditionen. Nach 1883 wurde der Flusslauf des Kaministiquia River genutzt, um hier durch die Canadian Pacific Railway Schienenwege zu legen.

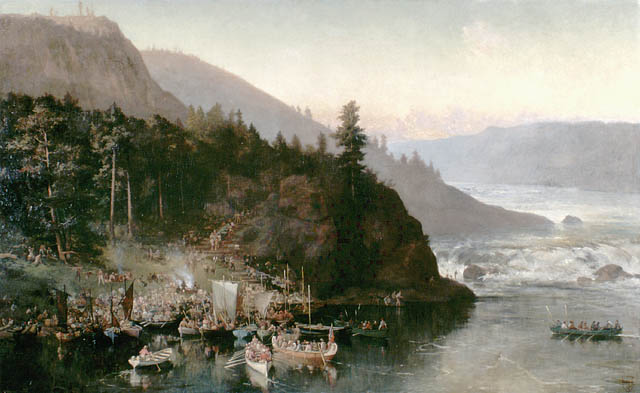
The Red River Expedition at Kakabeka Falls. Gemälde von Frances Anne Hopkins, 1877

## Wasserkraftnutzung
Ontario Power Generation betreibt zwei große Wasserkraftwerke am Kaministiquia River.
Das Kakabeka-Wasserkraftwerk wurde 1906–1914 erbaut.
Die 4 Turbinen leisten zusammen 25 MW.
Das 1959 fertiggestellte Silver Falls-Wasserkraftwerk hat eine Leistung von 48 MW.
Es nutzt den Dog Lake als Reservoir und nutzt das Gefälle zwischen Dog Lake und Little Dog Lake.